# Giro del sole
Giro del sole è una trittico di racconti in prosa di Massimo Bontempelli, apparse prima separatamente tra il 1939 e il 1941 sul settimanale "Tempo", poi raccolte in volume, senza differenze di rilievo, nel 1941.

## Contenuti
Le tre parti sono Viaggio d'Europa, Il viaggio di Colombo e Le ali dell'Ippogrifo. Nei racconti, i protagonisti sono costretti a viaggiare seguendo il corso del sole.
Viaggio d'Europa era stato pubblicato a puntate, tra il 1939 e il 1940, su "Tempo" con il titolo Toro primo. Esso narra il rapimento di Europa da parte di Giove che, sotto forma di toro, la porta dalla Fenicia a Creta.
Il viaggio di Colombo, scritto nel 1939 e apparso su "Tempo" nel 1940 con illustrazioni di Giorgio De Chirico, segue il viaggio di Cristoforo Colombo da Palos a San Salvador. La narrazione calca lo spirito dei dialoghi delle Operette morali di Leopardi.
Le ali dell'Ippogrifo fu scritto nel 1940 e venne pubblicato su "Tempo" nel 1941, con illustrazioni di Giorgio De Chirico. La storia, con forte ispirazione ariostesca, è quella di Ruggero che con l'Ippogrifo vola dai Pirenei ad un'isola fantastica i cui abitanti svolgono un culto del sole.

## Edizioni
- Massimo Bontempelli, Giro del sole, Arnoldo Mondadori Editore, 1945.